# Seychelles People Defence Force

Logo de la SPDF.

La Seychelles People's Defence Force (force de défense populaire des Seychelles) est la force armée de la république des Seychelles, composée d'une unité d'infanterie, de garde-côtes, d'une petite composante aérienne et d'une garde présidentielle.
Cette armée est fondée en 1977, au moment de l'indépendance du pays. Composée de moins d'un millier d'hommes, elle assure notamment la sécurité maritime sur les vastes zones océaniques contrôlées par les Seychelles. Elle a aussi repoussé avec succès une tentative de coup d'état fomentée depuis l'étranger en 1981. Depuis, le 25 novembre est devenu le jour des forces armées. 

## Composantes

### Les garde-côtes
Les Seychelles Coast Guard constituent la composante maritime de l'armée seychelienne. Appelée Seychelles People's Navy jusqu'en 1993, elle a évolué en une unité de garde-côtes sans changement d'importance. Elle est notamment impliquée dans la lutte contre la piraterie, relativement importante dans cette zone de l'océan indien.

### Forces spéciales
La Special Forces Unit a été formée en 2007 pour mener à bien des opérations de type commando et intervient régulièrement aux côtés des garde-côtes contre la piraterie.

### La garde présidentielle
La garde présidentielle (Presidential Security Unit) est une petite unité, rattachée administrativement aux forces spéciales, qui assure la protection personnelle du chef de l'Etat.

### Académie de défense des Seychelles
L'académie de défense des Seychelles est créée le 2 juin 1990 par le président France-Albert René pour entraîner les unités de la SPDF. D'abord située à Point Larue, l'académie est ensuite déplacée sur l'île Perseverance.

## Coopération internationale
De petite taille, l'armée des Seychelles coopère avec plusieurs forces militaires. Avec la France, elle entretient des liens étroits, en particulier au travers des Forces armées de la zone sud de l'océan Indien basées à Mayotte et à La Réunion. Des exercices militaires conjoints sont ainsi menés régulièrement, des patrouilles conjointes ainsi que des missions d'instruction. Les SPDF sont aussi partie prenante du programme MASE de coopération sur la sécurité maritime, financé par l'Union européenne et qui regroupe neuf États de la région. Le centre régional de coordination des opérations se situe ainsi aux Seychelles.